# Ronde van Italië 2014/Negentiende etappe
De negentiende etappe van de Ronde van Italië 2014 werd op 30 mei verreden. Het peloton begon in Bassano del Grappa aan een klimtijdrit van 26,8 kilometer die in Cima Grappa (Crespano del Grappa) eindigde. 

## Verloop
Na het eerste (vlakke) gedeelte van 7,6 km lag Nairo Quintana voor op Fabio Aru, maar na 19,6 km was de marge geslonken, waarna de Astana-renner even virtueel aan de leiding ging. Quintana behaalde uiteindelijk zijn tweede ritzege.
In het algemeen klassement bleef Rigoberto Urán tweede, maar zijn achterstand op Quintana liep op tot 3.07 minuten. Aru volgt op 3 minuut 48 van het roze en verdrong Pierre Rolland van de derde plaats. De Fransman werd vierde in de tijdrit en bezet die plaats ook in het klassement.
Wilco Kelderman werd in de tijdrit zestiende op 4.52 min. en bleef in het klassement achtste. De Belkin-renner werd weliswaar gepasseerd door Australiër Cadel Evans, maar ging de Canadees Ryder Hesjedal voorbij.

## Uitslag
| Bassano del Grappa - Cima Grappa (Crespano del Grappa) (26,8 km) |                    |                         |          |
| Plaats                                                           | Naam               | Ploeg                   | Tijd     |
| Winnaar                                                          | Nairo Quintana     | Team Movistar           | 1u05'37" |
| 2                                                                | Fabio Aru          | Astana Pro Team         | +17"     |
| 3                                                                | Rigoberto Urán     | Omega Pharma-Quick-Step | +1'26"   |
| 4                                                                | Pierre Rolland     | Team Europcar           | +1'57"   |
| 5                                                                | Domenico Pozzovivo | AG2R La Mondiale        | +2'24"   |
| 6                                                                | Franco Pellizotti  | Androni Giocattoli      | +3'22"   |
| 7                                                                | Rafał Majka        | Tinkoff-Saxo            | +3'28"   |
| 8                                                                | Sebastián Henao    | Sky ProCycling          | +3'48"   |
| 9                                                                | Tim Wellens        | Lotto-Belisol           | +4'00"   |
| 10                                                               | Dario Cataldo      | Sky ProCycling          | +4'10"   |
|                                                                  |                    |                         |          |
| 16                                                               | Wilco Kelderman    | Belkin Pro Cycling      | +4'52"   |

## Klassementen
| Algemeen klassement |                    |                         |           |
| Plaats              | Naam               | Ploeg                   | Tijd      |
| Roze trui           | Nairo Quintana     | Team Movistar           | 79u03'45" |
| 2                   | Rigoberto Urán     | Omega Pharma-Quick-Step | +3'07"    |
| 3                   | Fabio Aru          | Astana Pro Team         | +3'48"    |
| 4                   | Pierre Rolland     | Team Europcar           | +5'26"    |
| 5                   | Domenico Pozzovivo | AG2R La Mondiale        | +6'16"    |
| 6                   | Rafał Majka        | Tinkoff-Saxo            | +6'59"    |
| 7                   | Cadel Evans        | BMC Racing Team         | +9'25"    |
| 8                   | Wilco Kelderman    | Belkin Pro Cycling      | +9'29"    |
| 9                   | Ryder Hesjedal     | Garmin Sharp            | +10'11"   |
| 10                  | Robert Kišerlovski | Trek Factory Racing     | +13'59"   |
|                     |                    |                         |           |
| 15                  | Maxime Monfort     | Lotto-Belisol           | +31'09"   |

| Puntenklassement |                 |                     |        |
| Plaats           | Naam            | Ploeg               | Punten |
| Rode trui        | Nacer Bouhanni  | FDJ.fr              | 251    |
| 2                | Giacomo Nizzolo | Trek Factory Racing | 225    |
| 3                | Elia Viviani    | Cannondale          | 173    |
|                  |                 |                     |        |
| 8                | Tim Wellens     | Lotto-Belisol       | 94     |
| 11               | Wilco Kelderman | Belkin Pro Cycling  | 78     |

| Bergklassment |                  |                     |        |
| Plaats        | Naam             | Ploeg               | Punten |
| Blauwe trui   | Julián Arredondo | Trek Factory Racing | 173    |
| 2             | Nairo Quintana   | Team Movistar       | 88     |
| 3             | Dario Cataldo    | Sky ProCycling      | 86     |
|               |                  |                     |        |
| 4             | Tim Wellens      | Lotto-Belisol       | 79     |
| 17            | Wilco Kelderman  | Belkin Pro Cycling  | 25     |

| Jongerenklassement |                 |                    |           |
| Plaats             | Naam            | Ploeg              | Tijd      |
| Witte trui         | Nairo Quintana  | Team Movistar      | 79u03'45" |
| 2                  | Fabio Aru       | Astana Pro Team    | +3'48"    |
| 3                  | Rafał Majka     | Tinkoff-Saxo       | +6'59"    |
|                    |                 |                    |           |
| 4                  | Wilco Kelderman | Belkin Pro Cycling | +9'29"    |
| 12                 | Tim Wellens     | Lotto-Belisol      | +2u10'27" |

| Ploegenklassement |                         |            |
| Plaats            | Ploeg                   | Tijd       |
|                   | AG2R La Mondiale        | 236u57'39" |
| 2                 | Omega Pharma-Quick-Step | +18'24"    |
| 3                 | Tinkoff-Saxo            | +35'57"    |
|                   |                         |            |
| 12                | Belkin Pro Cycling      | +2u26'34"  |

1e etappe ·
2e etappe ·
3e etappe ·
4e etappe ·
5e etappe ·
6e etappe ·
7e etappe ·
8e etappe ·
9e etappe ·
10e etappe ·
11e etappe ·
12e etappe ·
13e etappe ·
14e etappe ·
15e etappe ·
16e etappe ·
17e etappe ·
18e etappe ·
19e etappe ·
20e etappe ·
21e etappe
Startlijst · Eindstanden · Afbeeldingen